# Jan Wouters
Jan Jacobus Wouters, född 17 juli 1960 i Utrecht, Nederländerna, fotbollsspelare och -tränare.
Jan Wouters var en defensiv mittfältare som inledde karriären i amatörklubben VV Utrecht, innan han i oktober 1980 gjorde professionell debut i FC Utrecht. Han spelade sex säsonger i Utrecht, blev holländsk cupvinnare 1985 och gjorde landslagsdebut för Nederländerna i november 1982. Det skulle dock dröja till 1986 innan han fick chansen på nytt i landslaget, men den här gången tog han en fast plats i laget. Senare under året värvades han av Ajax, och under första säsongen i Amsterdam, 1986/87, vann han både holländska cupen och Cupvinnarcupen. Med Ajax blev det ett ligaguld 1990, och under säsongen 1991/92 skrev han på för Bayern München. Wouters lyckades dock inte vinna några titlar med Bayern, och under säsongen 1993/94 flyttade han tillbaka till hemlandet och PSV Eindhoven, där han avslutade spelarkarriären 1996.
1988 var Wouters med om att föra Nederländerna till EM-guld efter finalseger över Sovjetunionen. Han var även med i VM 1990 och VM 1994 samt EM 1992. Sin sista landskamp spelade Wouters i VM-kvartsfinalen mot Brasilien 1994, där holländarna förlorade med 3–2. Totalt spelade han 70 landskamper och gjorde fyra mål.
Efter spelarkarriären tog Wouters 1996 över som assisterande tränare i Utrecht, innan han 1997 fick jobb som ungdomstränare i Ajax. I december 1998 tog han över Ajax A-lag och vann senare under säsongen den holländska cupen. Han stannade i Ajax fram till mars 2000, och har sedan 2001 varit assisterande tränare i Glasgow Rangers. Under EM 2004 var han assisterande förbundskapten i holländska landslaget. Wouters blev assisterande tränare i PSV Eindhoven 2006. Han var huvudtränare mellan 1 november 2007 och 1 januari 2008 där, när Ronald Koeman lämnade PSV för Valencia. Sedan dess var Wouters assisterande tränare igen, först med Sef Vergoossen som huvudtränare och från och med säsongen 2008-2009 med Huub Stevens.